# جلال يافعي
جلال يافعي (بالإنجليزية: Galal Yafai) (مواليد 11 ديسمبر 1992) هو ملاكم من المملكة المتحدة، مثّل بلاده في الألعاب الأولمبية الصيفية 2016 و2020.

## روابط خارجية
جلال يافعي على موقع بوكس ريك (الإنجليزية) (registration required)
- جلال يافعي على موقع اللجنة الأولمبية الدولية (الإنجليزية)
- جلال يافعي على موقع أوليمبيديا (الإنجليزية)
- جلال يافعي على موقع اللجنة الأولمبية البريطانية (الإنجليزية)